# Aleuropleurocelus fouquieriasplendens
Aleuropleurocelus fouquieriasplendens es una especie de hemíptero de la familia Aleyrodidae,  subfamilia de Aleyrodinae.
Fue descrita científicamente por primera vez por Vicente Emilio Carapia Ruiz y Oscar Ángel Sánchez Flores en 2019.

## Etimología
El epíteto específico Aleuropleurocelus fouquieriasplendens se refiere a la planta Fouquieria splendens  indicada como el hospedero donde se recolectó esta especie.

## Distribución
La especie se distribuye en Ocotillo, en el condado estadounidense de Imperial, en el estado de California.